# ルボシュ・カメナール
ルボシュ・カメナール（Ľuboš Kamenár、1987年6月17日 - ）は、スロバキア・トルナヴァ県トルナヴァ出身のプロサッカー選手。元スロバキア代表。ポジションは、ゴールキーパー。

## クラブ経歴
地元クラブのFCスパルタク・トルナヴァでキャリアをスタート。2005年2月、アルトメディア・ペトルジャルカに移籍。ペトルジャルカではリーグ戦優勝2回とカップ戦優勝1回を経験した。
2009年7月、FCナントに移籍。2009–10シーズンはリーグ・ドゥで35試合に出場したが、翌シーズン以降ポジションを失いレンタル暮らしが続いた。
2013年、ジェールETO FCに完全移籍。

## 代表歴
2008年11月の2010 FIFAワールドカップ・ヨーロッパ予選・サンマリノ戦で初キャップ。

## タイトル
ペトルジャルカ・アカデーミア
- フォルトゥナ・リーガ（2）: 2004-05, 2007-08
- スロヴェンスキー・ポハール（1）:2007-08
- スロヴェンスキー・スーペルポハール（1）:2005